# Président de la République de Hongrie
Le président de la République de Hongrie (en hongrois : Magyarország köztársasági elnöke) est le chef de l'État hongrois. Ses compétences sont codifiées par la Loi fondamentale de la Hongrie.
La fonction est exercée par Tamás Sulyok depuis le 5 mars 2024.

## Élection
Les conditions d'organisation du scrutin présidentiel sont régies par la Loi fondamentale de la Hongrie. Le président de la république de Hongrie est élu pour un mandat de cinq ans — renouvelable une seule fois — au suffrage indirect et secret par un collège électoral composé des 199 membres de l'Assemblée nationale.
Le mode de scrutin utilisé est une forme modifiée du scrutin uninominal majoritaire à deux tours. Pour l'emporter, un candidat doit réunir au premier tour la majorité qualifiée des deux tiers de l'ensemble des membres du collèges, soit 133 voix. À défaut, un second tour est organisé entre les deux candidats arrivés en tête au premier. Est alors élu le candidat qui remporte la majorité absolue des suffrages exprimés.
Pour se présenter, un candidat doit être âgé d'au moins trente cinq ans et recevoir les signatures de parrainage de sa candidature de la part d'au moins un cinquième des membres du collège, soit 40 députés. Les candidatures dûment parrainées doivent être présentées par écrit au président de l'assemblée. Chaque député ne peut apporter son soutien qu'a un seul candidat, ce qui réduit à cinq le nombre maximum de candidatures possibles au cours d'une même élection. Depuis la fin du régime communiste en 1990, les élections présidentielles n'ont jamais vu s'opposer plus de deux candidats.
L'élection est organisée entre soixante et trente jours avant la fin du mandat du président sortant, ou dans les trente jours en cas de fin de mandat anticipée. La constitution impose au scrutin d'être organisé sur un maximum de deux jours. Le président nouvellement élu prête serment devant l'Assemblée nationale et prend ses fonctions à l'expiration du mandat de cinq ans de son prédécesseur, ou huit jours après son élection si la fin de mandat est anticipée.

### Indépendance de la fonction
Selon l’article 12(2) de la Loi fondamentale, le président, lorsqu'il exerce ses fonctions, ne peut exercer de « fonction ou mission publique, politique, économique ou sociale ». Il ne peut exercer « aucune autre activité professionnelle rémunérée, et ne peut pas recevoir une rémunération pour une autre activité, exception faite des activités soumises au droit d'auteur ».

### Prestation de serment
En vertu de l'article 11(6), le président de la République doit prêter serment devant le Parlement.
Le serment est le suivant :

« Én, [nom de celui qui prête serment] fogadom, hogy Magyarországhoz és annak Alaptörvényéhez hű leszek, jogszabályait megtartom és másokkal is megtartatom; [nom de la fonction] tisztségemet a magyar nemzet javára gyakorolom. [Et, selon la conviction de celui qui prête serment] Isten engem úgy segéljen! »

— Article 326 de la loi CCI de 2011

« Moi [nom de celui qui prête serment], je jure d'être fidèle à la Hongrie et à sa Loi fondamentale, de respecter et de faire respecter par les autres ses règles légales ; j'exercerai ma fonction de [nom de la fonction] pour le bien de la nation hongroise. [Et, selon la conviction de celui qui prête serment] Que Dieu m'y aide ! »

— Article 326 de la loi CCI de 2011

## Compétences et prérogatives
Selon la Loi fondamentale, « le chef d'État de la Hongrie est le président de la République qui exprime l'unité de la nation et veille au fonctionnement démocratique des institutions d'État ». Commandant en chef de l'Armée hongroise, il « représente la Hongrie », « peut participer aux séances de l'Assemblée nationale et y prendre la parole », « initier des lois », ou un référendum national. Il fixe la date des élections, participe aux « décisions concernant les états de droit particuliers » (état de guerre, d'exception, d'urgence…), convoque l'Assemblée après les élections, peut la dissoudre, peut aussi faire vérifier la conformité d'une loi par la Cour constitutionnelle.
Il « propose les noms du Premier ministre, du président de la Curie, du procureur principal et du commissaire des droits fondamentaux », nomme seul les juges et le président du Conseil budgétaire. Avec le « contreseing d'un membre du gouvernement », il nomme les ministres, le président de la Banque nationale, les dirigeants d'entités réglementaires indépendantes, les professeurs d'université, les généraux, mandate ambassadeurs et recteurs d'université, « décerne les décorations, récompenses et titres ». Mais il peut refuser ces nominations « si les conditions réglementaires ne sont pas remplies ou s'il conclut pour une raison fondée qu'il en résulterait un grave trouble au fonctionnement démocratique des institutions d'État ».
Également avec l'accord du gouvernement, il « exerce le droit de grâce individuel », « décide des questions d'organisation du territoire » et « des affaires concernant l'acquisition et la privation de la citoyenneté ».

## Statut
Selon l'article 12 de la Loi fondamentale, « le président de la République est inviolable ». Par conséquent, toutes procédures pénales à son encontre ne peuvent avoir lieu qu'après la fin de son mandat.
Cependant, l'article 13(2) de la Loi fondamentale prévoit la destitution du président. Celle-ci ne peut avoir lieu que si le président « viole intentionnellement la loi fondamentale ou une autre loi dans l'exercice de ses fonctions, ou s'il commet volontairement une infraction ». Dans ce cas, la proposition de destitution doit être proposée par 1⁄5 des députés.
La procédure de mise en accusation est engagée par une décision prise par un vote secret à la majorité des 2⁄3 des députés. Lors de la procédure qui s'ensuit devant la Cour constitutionnelle, le président est relevé de ses fonctions.
Si la Cour établit la responsabilité du président, celui-ci est démis de ses fonctions.

## Succession

### Fin du mandat et incapacité
Selon l'article 12(3), le mandat du président de la République prend fin :
- lorsqu'il a achevé son mandat ;
- par le décès du président ;
- par une incapacité qui rend impossible l'accomplissement de ses fonctions pour plus de quatre-vingt-dix jours ;
- s'il ne remplit plus les conditions pour être éligible ;
- par une déclaration d'incompatibilité de fonctions ;
- par sa démission ;
- et par sa destitution.

Selon l'article 12(4), l'Assemblée nationale doit se prononcer à la majorité des 2⁄3 des voix de tous ses membres pour décider de l'incapacité du président de la République à exercer ses responsabilités pendant plus de 90 jours.

### Absence (incapacité temporaire)
En vertu de l'article 14(1), si le président de la République est temporairement incapable d'exercer ses fonctions et compétences, celles-ci sont exercées par le président de l'Assemblée nationale (qui ne peut dès lors pas exercer ses fonctions de député et qui est remplacé, dans ses fonctions, par le vice-président du Parlement) jusqu'à la fin de son incapacité.
Selon l'article 14(2), l'incapacité temporaire du président de la République est établie par l'Assemblée nationale sur proposition du président lui-même, du Gouvernement ou d'un député à l'Assemblée nationale.